# Hybrid generator
Gli Hybrid generators, generalmente utilizzati su droni professionali e militari ad alta autonomia, sono sistemi di generazione di corrente elettrica con un piccolo motore a combustione interna (generalmente a ciclo due tempi) dotato di una macchina elettrica (un motore / generatore in una configurazione ibrida parallela) ottimizzata per un elevato rapporto potenza-peso.
Spesso il sistema di generazione di corrente funge anche da starter, questo aggiunge complessità nell'elettronica di potenza, dando però grande vantaggio nella ridotta complessità meccanica e un ridotto peso.

## Panoramica
Tali sistemi sono generalmente utilizzati nel campo aerospaziale, integrandoli con sistemi di propulsione ed immagazzinamento dell'energia su velivoli di tipo UAV autonomi o a pilotaggio remoto (genericamente chiamati droni), estendendone  ampiamente l'autonomia rispetto all'utilizzo delle sole celle al litio.

## Vantaggi e svantaggi
Rispetto ad un velivolo puramente elettrico, un sistema ibrido consente l'utilizzo di una sorgente ad alta densità energetica, pur mantenendo un controllo ottimale della propulsione, rimanendo questa elettrica.
Il sistema di generazione è spesso elettricamente accoppiato in parallelo con un sistema di back-up energetico ed un sistema di stabilizzazione della corrente. 
Il sistema di back-up energetico è infatti parte fondamentale in quanto un imprevisto spegnimento del motore a combustione interna decreterebbe immediatamente lo spegnimento dei sistemi di propulsione se non ci fosse una fonte di energia secondaria come una batteria al litio.
I vantaggi sono solitamente l'incremento dei tempi di volo e del raggio d'azione del velivolo a parità di payload, questo a discapito dei costi di produzione e della complessità del velivolo.

## Esempi
Le prime unità commerciali di questo tipo sono comparse sul mercato europeo nel 2017 con l'HY2000, unità da 2000 Watt, prodotta da Hitecs, capace di fornire fino a 70 Ampere e con un peso inferiore ai 3 kg.
Unità simili sono prodotte da concorrenti orientali come Foxtech, con il suo NOVA 2000, unità dal peso di 4 kg, capace di erogare 1800 W continui.
L'integrazione del sistema di generazione con quello di avviamento su questo tipo di generatori è stata implementata per la prima volta da Giovanni Nicola Mastronardo e Nicolai Valenti, durante la prototipazione dei primi generatori HY2000 per il mercato europeo.